# Bloody Bloody Bible Camp
Bloody Bloody Bible Camp es una comedia de terror de 2012 dirigida por Vito Trabucco y producida por Reggie Bannister, quien interpreta al Padre Richard Cummings. La película también cuenta con la participación de Tim Sullivan como una monja travestida y Ron Jeremy como Jesús.

## Argumento
En 1977, un grupo de jóvenes es masacrado a manos de la Hermana Mary Chopper en el Happy Day Bible Camp. Solo dos personas sobreviven a la masacre, Millie y Dwayne, este último con daño cerebral. Siete años después, el Padre Richard Cummings lidera a un grupo de adolescentes al campamento, a pesar de las advertencias de un lugareño preocupado sobre el campamento, ahora apodado 'Bloody Bloody Bible Camp'. Acompañando al Padre Cummings está Millie, quien mantiene en secreto su historia pasada con el campamento a pesar de su trauma continuo por el evento. Finalmente, la Hermana Mary Chopper reanuda su matanza, dejando al final vivos solo al Padre Cummings y la joven campista gótica Jennifer. El Padre Cummings tiene una experiencia cercana a la muerte donde se encuentra con Jesús, quien le dice que está bien ser homosexual, pero no está bien que haya traído a los adolescentes aquí y que debe salvar el campamento. Se revela que el asesino en realidad es Eugene, un joven gótico local que había estado en una tienda de conveniencia a la que los campistas habían parado anteriormente en la película. Atormentado por una monja abusiva que lo crio como una niña y le hizo creer que el pecado debe ser castigado físicamente con la muerte, el Padre Cummings logra derrotar a la Hermana Mary Chopper y poner fin al caos.

## Reparto
- Reggie Bannister como Padre Richard Cummings
- Tim Sullivan como Hermana Mary Chopper/Eugene
- Ron Jeremy como Jesús
- Ivet Corvea como Millie
- Matthew Aidan como Tad
- Jessica Sonneborn como Brittany
- Deborah Venegas como Jennifer
- Jeff Dylan Graham como Dwayne
- Elissa Dowling como Betty
- David C. Hayes como JJ
- Daniel Schweiger como Hermano Beau
- Christopher Raff como Timmy
- Chris Staviski como Skunk
- Jay Fields como Hermano Zeke
- Troy Guthrie como Vance
- Gigi Fast Elk Porter como Madre María

## Recepción
La película recibió críticas mixtas. HorrorNews.net la describió como "ofensiva para algunos, basura para otros", pero disfrutó de la película y esperaba que se convirtiera en una película de culto. ComingSoon.net también la revisó, criticando la duración que tomó llegar a los asesinatos principales, pero declarando que "hace un buen trabajo al capturar la sensación de las películas de terror de finales de los años 70 y principios de los 80".